# Saint-Camille

Saint-Camille es un municipio-cantón de la provincia de Quebec en Canadá. Está ubicado en el municipio regional de condado de Les Sources y a su vez, en la región administrativa de Estrie. Hace parte de las circunscripciones electorales de Richmond a nivel provincial y de Richmond−Arthabaska a nivel federal.

## Geografía
Saint-Camille se encuentra ubicada en las coordenadas 45°41′00″N 71°42′00″O / 45.68333, -71.70000. Según Statistics Canada, tiene una superficie total de 82.66 km² y es una de las 1135 municipalidades en las que está dividido administrativamente el territorio de la provincia de Quebec.

## Demografía
Según el censo de Canadá de 2011, había 511 personas residiendo en este cantón con una densidad de población de 6.2 hab./km². Los datos del censo mostraron que de las 448 personas en 2006, en 2011 el cambio poblacional fue un aumento de 63 habitantes (14.1%). El número total de inmuebles particulares resultó de 227 con una densidad de 2.75 inmuebles por km². El número total de viviendas particulares que se encontraban ocupadas por residentes habituales fue de 211.